# Scorpion Gang
Scorpion Gang ist eine deutsche Hip-Hop-Crew beziehungsweise ein Independent-Label um den Mönchengladbacher Rapper Summer Cem.

## Geschichte
Erstmals erwähnte Summer Cem die Crew 2014 auf dem Album HAK in einem Bonustrack. Die Textzeile lautete damals „Es ist die Scorpion Gang und Summer ist der King“. Vøgue, Produzent und Tour-DJ von Summer Cem, verwendete den Namen als Hashtag 2019 auf Instagram. Erstmals 2021 stellte er in seiner Single Weee als Mitglieder die Produzenten Geenaro, Ghana Beatz und Vøgue sowie die Rapper Billa Joe, koza und Young Melez vor.
Am 12. November 2021 erschien der Album-Sampler Scorpion2Society, der Platz 96 der deutschen Albencharts erreichte. Die Singleauskopplung Dollars & Isyans, bei denen Scorpion Gang, Summer Cem & Reezy feat. Billa Joe als Interpreten angegeben waren, erreichte Platz 42 der deutschen Singlecharts.
Die Crew dient auch als Name des gleichnamigen Hip-Hop-Labels. Summer Cem blieb als Soloartist jedoch weiterhin bei Farid Bangs Label Banger Musik.

## Diskografie

### Alben
| Jahr | Titel Musiklabel                             | Höchstplatzierung, Gesamtwochen, AuszeichnungChartsChartplatzierungen (Jahr, Titel, Musiklabel, Platzierungen, Wochen, Auszeichnungen, Anmerkungen) | Anmerkungen                            |
| Jahr | Titel Musiklabel                             | DE | Anmerkungen                            |
| ---- | -------------------------------------------- | --- | -------------------------------------- |
| 2021 | Scorpion to Society OG Scrpngang/Gold League | DE96 (1 Wo.)DE | Erstveröffentlichung: 15. Oktober 2021 |

### Singles
| Jahr | Titel Album                          | Höchstplatzierung, Gesamtwochen, AuszeichnungChartplatzierungen (Jahr, Titel, Album, Platzierungen, Wochen, Auszeichnungen, Anmerkungen) | Höchstplatzierung, Gesamtwochen, AuszeichnungChartplatzierungen (Jahr, Titel, Album, Platzierungen, Wochen, Auszeichnungen, Anmerkungen) | Höchstplatzierung, Gesamtwochen, AuszeichnungChartplatzierungen (Jahr, Titel, Album, Platzierungen, Wochen, Auszeichnungen, Anmerkungen) | Anmerkungen                                                                              |
| Jahr | Titel Album                          | DE | AT | CH | Anmerkungen                                                                              |
| ---- | ------------------------------------ | --- | --- | --- | ---------------------------------------------------------------------------------------- |
| 2021 | Dollars & Isyans Scorpion to Society | DE42 (1 Wo.)DE | AT71 (1 Wo.)AT | CH81 (1 Wo.)CH | Erstveröffentlichung: 15. Oktober 2021 Scorpion Gang, Summer Cem & Reezy feat. Billa Joe |